# De Blesse
De Blesse is een dorp in de gemeente Weststellingwerf, in de Nederlandse provincie Friesland. Het ligt ten zuidoosten van Wolvega, tussen Steenwijk en Wolvega, aan de snelweg A32. Het dorp telde in 2023 810 inwoners.
De Steenwijkerweg gaat op de grens met de provincie Overijssel over in het grondgebied van het dorp Willemsoord. Een klein deel van de bewoning van Willemsoord valt qua adressering onder De Blesse doordat de provinciegrens dwars door de landerijen gaat en de woningen die op Fries grondgebied staan worden onder De Blesse gerekend terwijl deze aan de Steenwijkerweg van Willemsoord zijn gelegen. De Eikenlaan valt grotendeels onder De Blesse terwijl het als onderdeel kan worden gezien van Willemsoord.  

## Geschiedenis
De Blesse is nog niet zo'n oud dorp. Voor de 19e eeuw stonden hier slechts een paar boerderijen die toen nog bij Blesdijke en Peperga behoorden. De gunstige ligging aan de vroegere rijksstraatweg tussen Leeuwarden en Zwolle zorgde ervoor dat er vele huizen werden bijgebouwd. Aan de oostkant van deze weg ontstond een nieuwe dorpskern, die later De Blesse of Blessebuurt werd genoemd.
Over de afkomst van deze dorpsnaam zijn verschillende beweringen. Zo zou de naam voortkomen uit het riviertje "Bles", dat op haar beurt afkomstig blijkt van de familie "Van de Bles", die in de 15e eeuw op een boerderij "De Oude Bles" nabij De Eese woonden. Er zijn onderzoekers die de naam "Bles" in verband brengen met de betekenis van "plas".
"Bles" stroomde vanuit het "Noordwoldigerveen", achter Vinkega en Steggerda langs, via de rand van De Eese naar "Knienebargen". Het laatste gedeelte liep parallel aan de Rijksstraatweg, om uiteindelijk uit te monden in de Linde. Een gedeelte van het oude stroompje werd ooit uitgegraven, en kreeg bekendheid onder de naam Blesservaart.

## Bezienswaardigheden
- Blessebrugschans
- Blesbrug - Ooit een van de belangrijkste plaatsen voor de verkeersstromen tussen Overijssel en Friesland, waar het dal van de Linde werd gepasseerd. In de Tweede Wereldoorlog is er rond de Blesbrug veel gebeurd. Zo werd op 6 maart 1944 een rijdende trein vanuit Wolvega onder vuur genomen, de trein kwam tot stilstand bij het zogenaamde "Zwarte Weggetje", vlak bij de Blesbrug. De spoorbrug over De Linde onder vuur genomen. Op 4 mei 2005 heeft de Vereniging Historie Weststellingwerf een gedenksteen bij het "Zwarte Weggetje" geplaatst.
- Lindevallei
- Korenmolen De Mars

## Kenmerken
In de 17e eeuw kon men het riviertje De Linde alleen oversteken door middel van een veerpont. Pas in 1668 kwam er een brug, nadat de schans van de Lindelinie door Münsterse soldaten was vernield.
De Rijksstraatweg (Steenwijkerweg) werd in de jaren tachtig steeds drukker door toename van vracht- en autoverkeer. Hierop besloot men de snelweg A32 aan te leggen. Deze kwam aan de oostkant van het dorp bij Peperga naast de spoorlijn. Hierdoor kan het dorp zich verder ontwikkelen.
Opvallend zijn de bedrijvigheid, tal van voorzieningen zoals een openbare dorpsschool, melkboer, tankstation en een postagentschap. Bovendien is er veel nieuwbouw.

## Openbaar vervoer
Richting Wolvega/Heerenveen en Noordwolde rijdt buslijn 17 van vervoerder Qbuzz. Deze biedt in Wolvega aansluiting op de treinen van/naar o.a. Leeuwarden en Zwolle. Richting Zwartsluis en Oldemarkt rijdt buslijn 70 van EBS. Door het dorp loopt de spoorlijn Leeuwarden-Zwolle.

## Inwoneraantallen door de jaren heen
In een halve eeuw tijd is het aantal inwoners meer dan verdubbeld.
- 1954 - 322
- 1964 - 335
- 1974 - 721
- 2008 - 816
- 2009 - 825
- 2017 - 802
- 2019 - 800
- 2021 - 815
- 2023 - 810

## Verenigingen
- Plaatselijk Belang De Blesse - Peperga “tot Nut en Genoegen”. Sinds 10 december 1864 hebben De Blesse en het naastgelegen dorp Peperga samen een eigen dorpsvereniging en bestaat momenteel uit vier commissies.
- Voetbalvereniging VV De Blesse.